# Rica Déus
Rica Déus, nom de scène d'Erika Scheele (née le 7 février 1937 à Hambourg) est une chanteuse allemande.

## Biographie
Son père est comptable, sa mère est chanteuse d'opérette. Alors qu'elle veut être actrice, son père l'envoie dans une école de commerce. Pendant des vacances à Sylt en 1955, elle participe à un concours de chant qu'elle remporte. Elle décide alors d'une carrière de chanteuse. Au Tabu, un établissement de Hambourg, elle travaille comme serveuse pendant la journée et chante pour les invités le soir. Elle s'y fait repérer. Elle apparaît au Delphi-Palast et en 1958 obtient son premier contrat d'enregistrement chez DECCA-Telefunken. Suivent ensuite des apparitions à la radio et à la télévision. En juin 1959, elle fait sa première apparition à Kühlungsborn et Heringsdorf. En 1960, elle rencontre le musicien Dieter Andreas, qui joue du saxophone avec l'orchestre d'Alo Koll. Après de longues procédures judiciaires, elle peut se séparer de son manager et en novembre 1961 déménage pour vivre avec son compagnon Dieter à Berlin-Est. En 1966 et 1967, Rica Déus était en tournée avec Lutz Jahoda et le pianiste et humoriste Hans Hick avec le programme de tournée Panoptikum mit Musik.
Elle chante de nombreuses chansons à la fois pour la Rundfunk der DDR et Amiga. Elle est une animatrice de l'émission Klock 8, achtern Strom où elle est membre permanent du programme avec Horst Köbbert jusqu'en 1989. En 1973, elle reçoit le Fernsehliebling.
Après plusieurs mariages, elle prend le nom de Erika Kühne.

## Source de la traduction
- (de) Cet article est partiellement ou en totalité issu de l’article de Wikipédia en allemand intitulé « Rica Déus » (voir la liste des auteurs).